# Alfred Funkiewicz

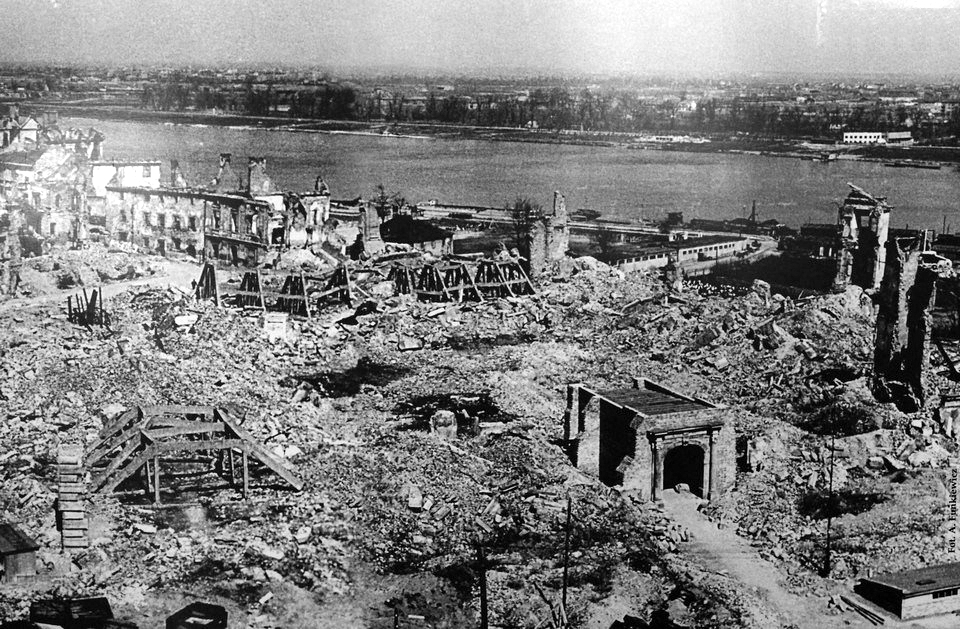
Foto: Alfred Funkiewicz

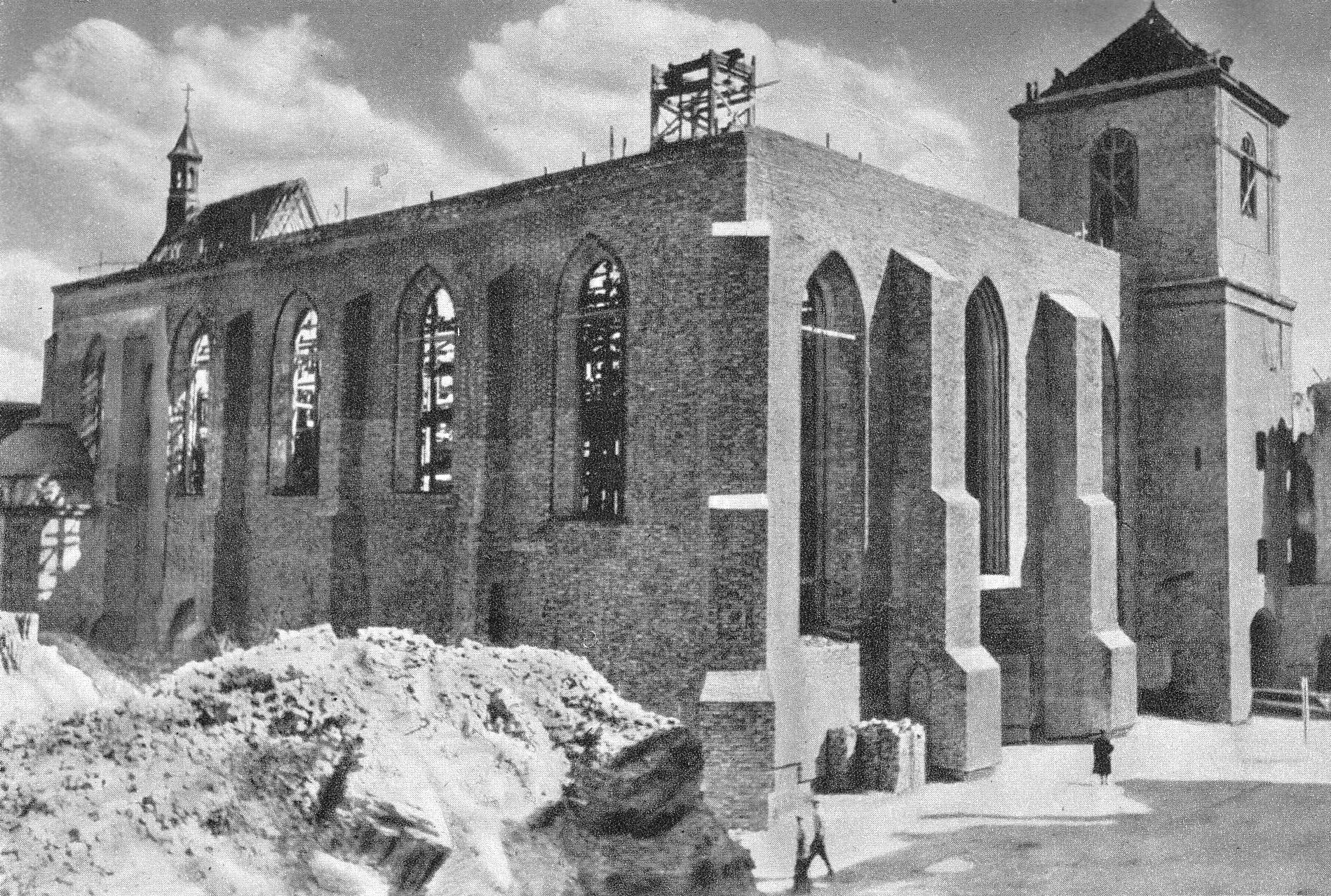
Foto: Alfred Funkiewicz

Alfred Funkiewicz (ur. 10 kwietnia 1906 w Warszawie, zm. 31 maja 1959 w Warszawie) – polski artysta fotograf, architekt. Członek Polskiego Towarzystwa Fotograficznego. Członek Związku Polskich Artystów Fotografików.

## Życiorys
Alfred Funkiewicz absolwent Wydziału Architektury Politechniki Warszawskiej (1939), związany z warszawskim środowiskiem fotograficznym – mieszkał, pracował, tworzył w Warszawie. Fotografował od początku lat 20. XX wieku. Miejsce szczególne w jego twórczości zajmowała fotografia architektury – w dużej części fotografia poświęcona zabytkom architektury. Jako fotograf przez wiele lat współpracował z tygodnikiem Stolica, w którym publikował wiele zdjęć architektury i zabytków Warszawy. Był członkiem założycielem i przewodniczącym Komitetu odbudowy Stolicy. Był członkiem Zarządu oraz członkiem Komisji Egzaminacyjnej Warszawskiego Cechu Fotografów. Pełnił funkcję prezesa Sekcji Autorów Dzieł Fotograficznych Stowarzyszenia Autorów ZAiKS. W 1950 roku – w czasie uroczystości dwudziestolecia Izby Rzemieślniczej w Warszawie – odznaczony za zasługi dla rozwoju Cechu Fotografów.
Alfred Funkiewicz był autorem i współautorem wielu wystaw fotograficznych; indywidualnych oraz zbiorowych (m.in. Warszawa oskarża – wespół z Zofią Chomętowską i Edwardem Falkowskim – w Muzeum Narodowym w Warszawie, w 1945 roku. Wystawę zorganizowało Biuro Odbudowy Stolicy), w którym (w Wydziale Propagandy) był zatrudniony. Był organizatorem i współorganizatorem wystaw fotograficznych. 
Od 1948 był członkiem Polskiego Towarzystwa Fotograficznego, powstałego z inicjatywy ówczesnego Polskiego Związku Artystów Fotografów – późniejszego (od 16 listopada 1947 roku) Polskiego Związku Artystów Fotografików. W 1951 został członkiem ówczesnego Polskiego Związku Artystów Fotografików – późniejszego (od 28 czerwca 1952) Związku Polskich Artystów Fotografików. 
Zmarł nagle 31 maja 1959 roku podczas posiedzenia Zarządu Stowarzyszenia Autorów ZAiKS w Warszawie. Został pochowany na cmentarzu Powązkowskim w Warszawie (kwatera 108-3-18).
W roku 1972 archiwum liczące ponad 13 000 negatywów i 1500 odbitek wykonanych przez Alfreda Funkiewicza zakupiło do swoich zbiorów Muzeum Historyczne m.st. Warszawy.